# Pin d'Hispaniola
Pinus occidentalis
Espèce
Classification phylogénétique
Statut de conservation UICN

 EN A2acd; B2ab(ii,iii,v) : En danger
Répartition géographique
Le Pin d'Hispaniola (Pinus occidentalis) est une espèce de plantes de la famille des Pinaceae. C'est un pin endémique de l'île d'Hispaniola, où cette espèce prédomine dans la forêt de pins de l'île d'Hispaniola à Haïti et en République dominicaine.
Le pin d'Hispaniola pousse sur les pentes montagneuses à une altitude variant de plus de 850 mètres à plus de 2 000 mètres et jusqu'à 3 000 mètres au sommet du Pic Duarte dans la Cordillère Centrale de l'île d'Hispaniola.
En dessous de 2 000 mètres, le pin d'Hispaniola se trouve mêlé aux arbres feuillus.
Le pin d'Hispaniola vit sur des sols de latérite. Il profite de la saison des pluies entre avril et novembre.
Le pin d'Hispaniola peut atteindre une taille de 20 à 30 mètres de haut. Les pommes de pin arrivent à maturité en 18 mois.